# Lijsten van Amsterdamse onderwerpen
Deze lijst bevat de lijsten die behoren bij de artikelen Amsterdam en de Geschiedenis van Amsterdam.

## Bezienswaardigheden

### Speciaal 'Amsterdams'
- Albert Cuypmarkt
- Algemeen Uitbreidingsplan
- Amstel
- Amsterdam ArenA
- Amsterdammertje
- Amsterdamse Bos
- Amsterdamse School
- Anne Frank Huis
- Artis (dierentuin)
- Beurs van Berlage
- Bloemenmarkt aan het Singel
- Bruggen van Amsterdam
- Bijlmermeer
- Dam
- Damrak
- Diamantslijperijen
- Grachtengordel:
  - het Singel
  - de Herengracht
  - de Keizersgracht
  - de Prinsengracht
  - de Singelgracht
- Haven van Amsterdam
- Hortus
- Jordaan
- Het Lieverdje
- Magere brug
- Museumplein
- Muziekgebouw aan 't IJ
- Muziektheater (Stopera)
- Naatje op de Dam
- NEMO
- Nieuwmarkt
- Openbare Bibliotheek Amsterdam
- Paleis op de Dam (Oude Stadhuis)
- Plan West
- Plan Zuid
- De Rode Hoed
- Rondvaarten op de grachten
- Stadsarchief Amsterdam
- Vondelpark
- Wallen (Rosse buurt)
- Waterloopleinmarkt
- Westertoren
- IJ en Amsterdamse veren

Zie ook:
- De categorie plein in Amsterdam
- De categorie gracht in Amsterdam

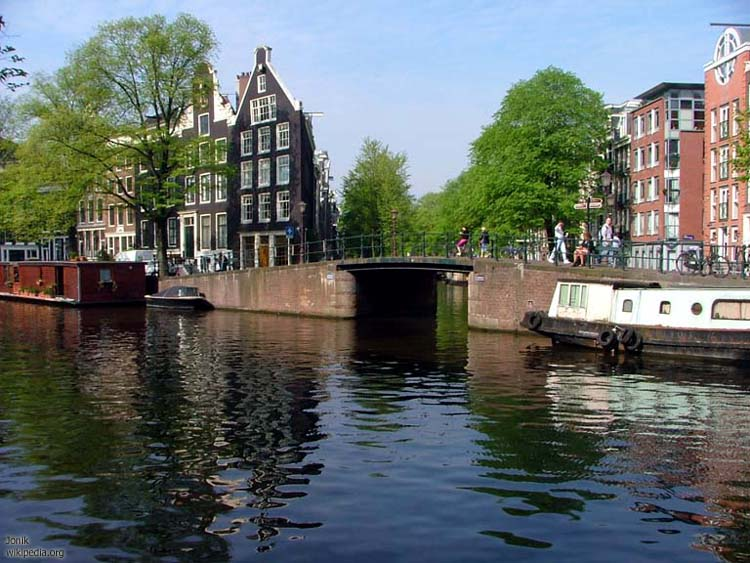
Prinsengracht hoek Bloemgracht in de Jordaan

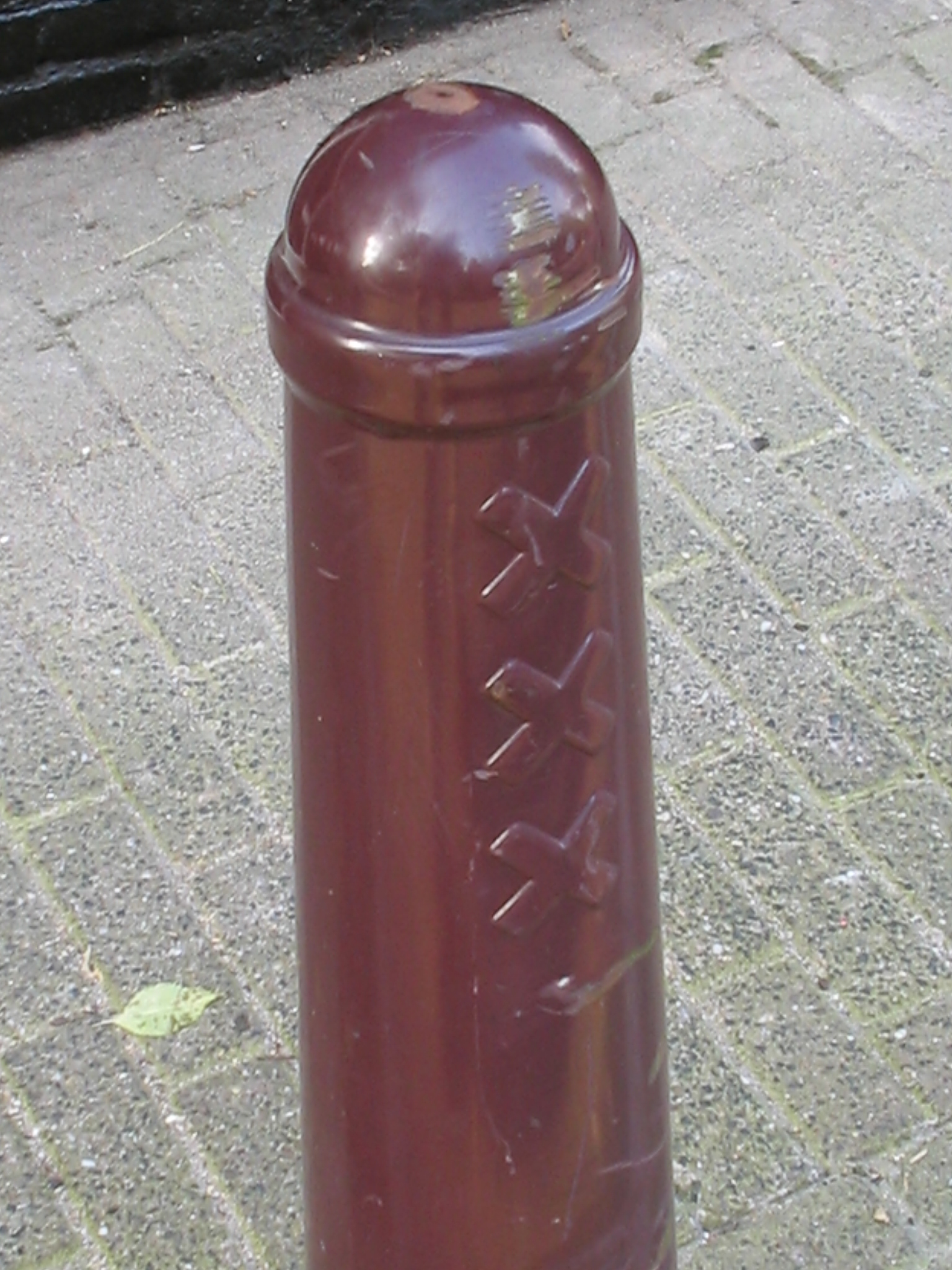
Amsterdammertje

- De categorie straat in Amsterdam en de lijst Lijst van straten in Amsterdam
- De categorie wijk in Amsterdam
- Lijst van dijken en dijkdorpen in de gemeente Amsterdam
- Lijst van gemeenten die door Amsterdam zijn geannexeerd

### Monumenten en gebouwen

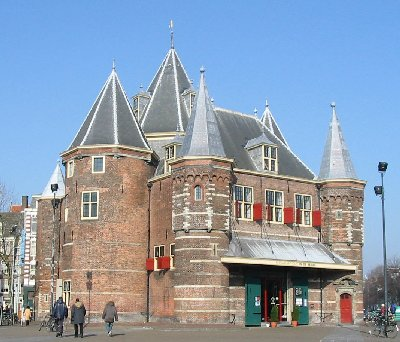
De Waag op de Nieuwmarkt

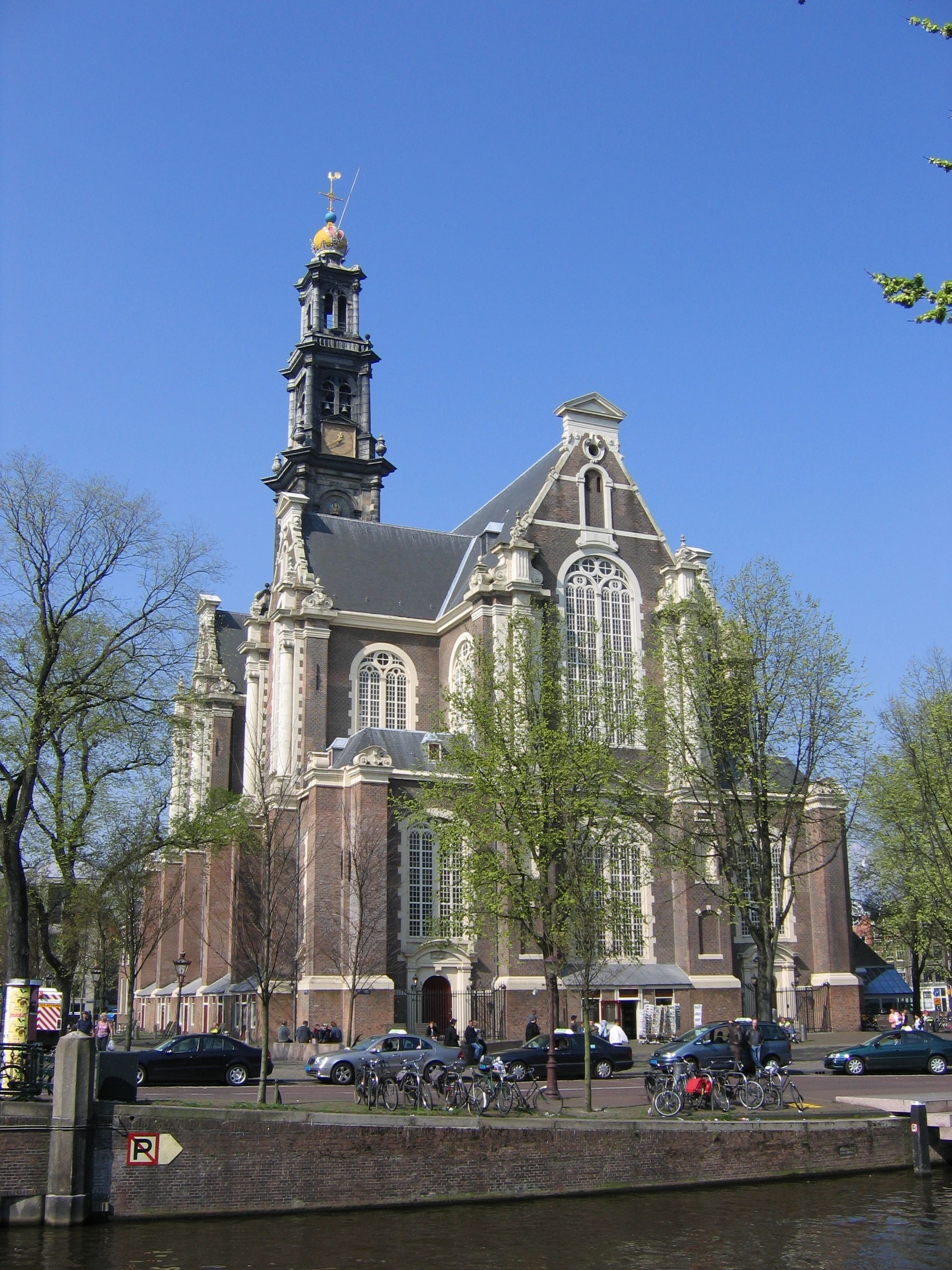
Westerkerk

Amsterdam telt circa 7150 beschermde Rijksmonumenten en circa 500 beschermde gemeentelijke monumenten. In Nederland is Amsterdam de stad met de meeste monumenten.
- Amstel Hotel
- Amstelveldkerk
- Anne Frank Huis
- Begijnhof
- Beurs van Berlage
- Bijenkorf
- Centraal Station
- Concertgebouw
- Co-kathedrale basiliek van de Heilige Nicolaas
- Diamantbeurs
- Entrepotdok
- Felix Meritis
- Haarlemmerpoort
- 's Lands Zeemagazijn
- Munttoren
- Montelbaanstoren
- Mozes en Aäronkerk
- Muiderpoort
- Nieuwe Kerk
- Noorderkerk
- Olympisch Stadion
- Onze-Lieve-Heer-op-Zolder
- Oosterkerk
- Oude Kerk
- Paleis op de Dam (Voormalig Stadhuis)
- Portugees-Israëlietische Synagoge
- Rembrandthuis
- Rijksacademie voor Beeldende Kunsten
- Rijksmuseum
- Scheepvaarthuis
- Schreierstoren
- Stadsschouwburg
- Trippenhuis
- Voormalig Hoofdpostkantoor
- De Waag
- Westergasfabriek
- Westerkerk
- Wintertuin van Hotel Krasnapolsky
- Zuiderkerk

Een vorm van architectuur in Amsterdam was de Amsterdamse School.
Zie ook:
- De categorie bouwwerk in Amsterdam
- Lijst van gebouwen op de Zuidas
- Lijst van hoogste gebouwen van Amsterdam
- Lijst van kerken in Amsterdam

### Herdenkingsmonumenten
- Allendemonument (Sloterpark)
- Auschwitzmonument
- Dachaumonument
- De Dokwerker
- Hollandsche Schouwburg
- Homomonument
- Monument Indië-Nederland
- Nationaal Monument op de Dam

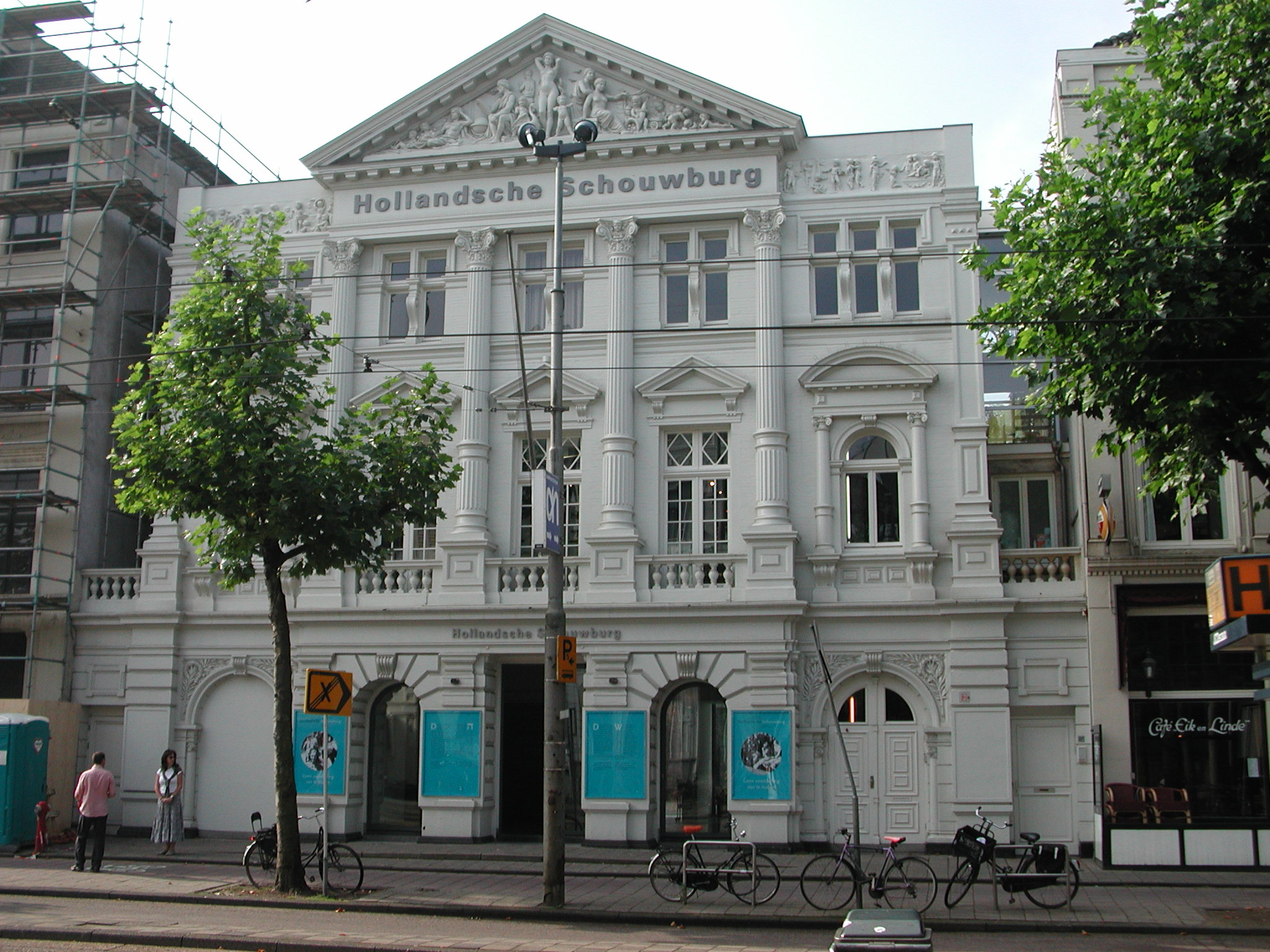
De Hollandsche Schouwburg

- Nationaal Monument Slavernijverleden (Oosterpark)
- Ravensbrückmonument (Museumplein)
- Vrijheidscarillon (Plein '40-'45)

Zie ook de categorie monument in Amsterdam.
En Lijst van oorlogsmonumenten in Amsterdam.

## Cultuur en recreatie

### Musea

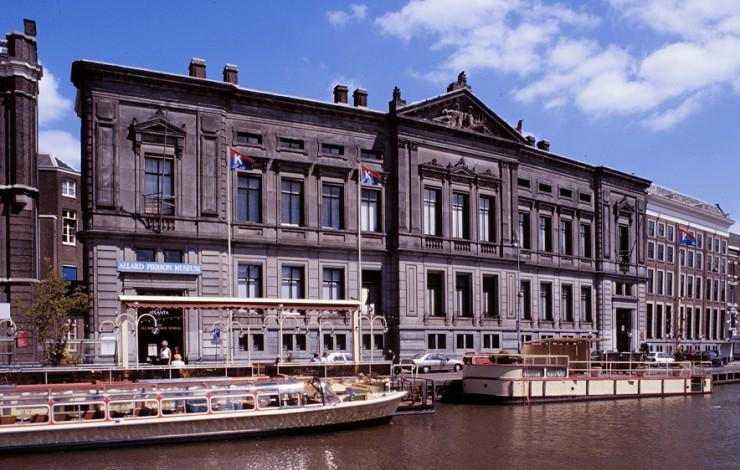
Het Allard Pierson Museum

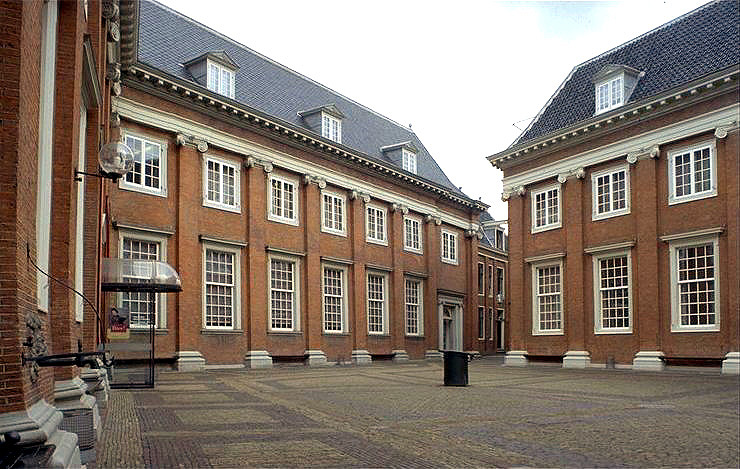
Het Amsterdam Museum

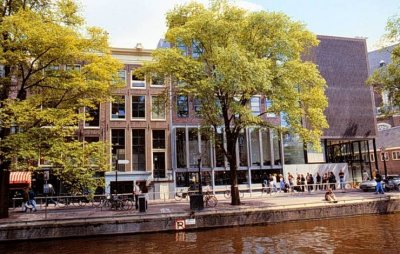
Het Anne Frank Huis

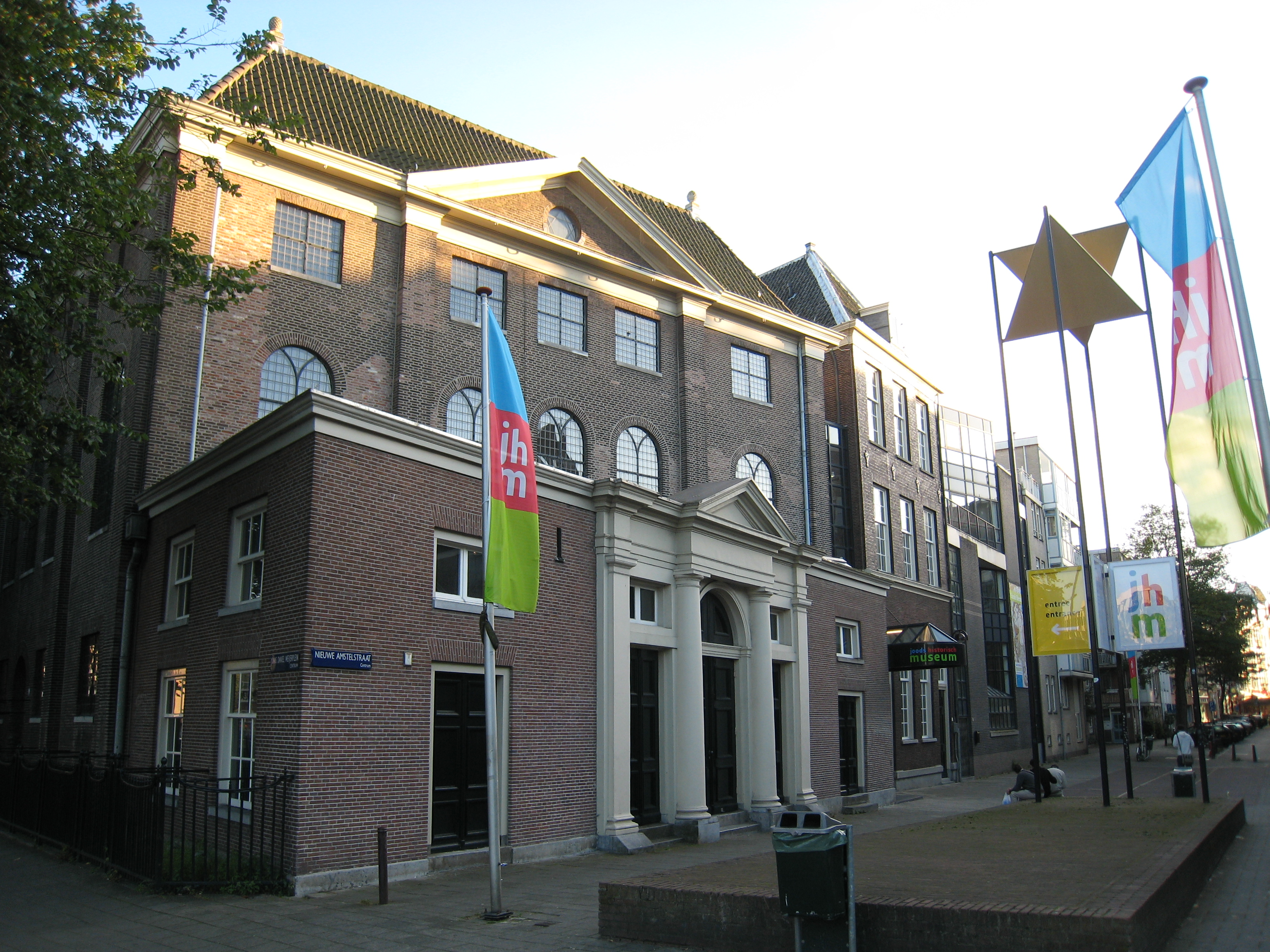
Het Joods Historisch Museum

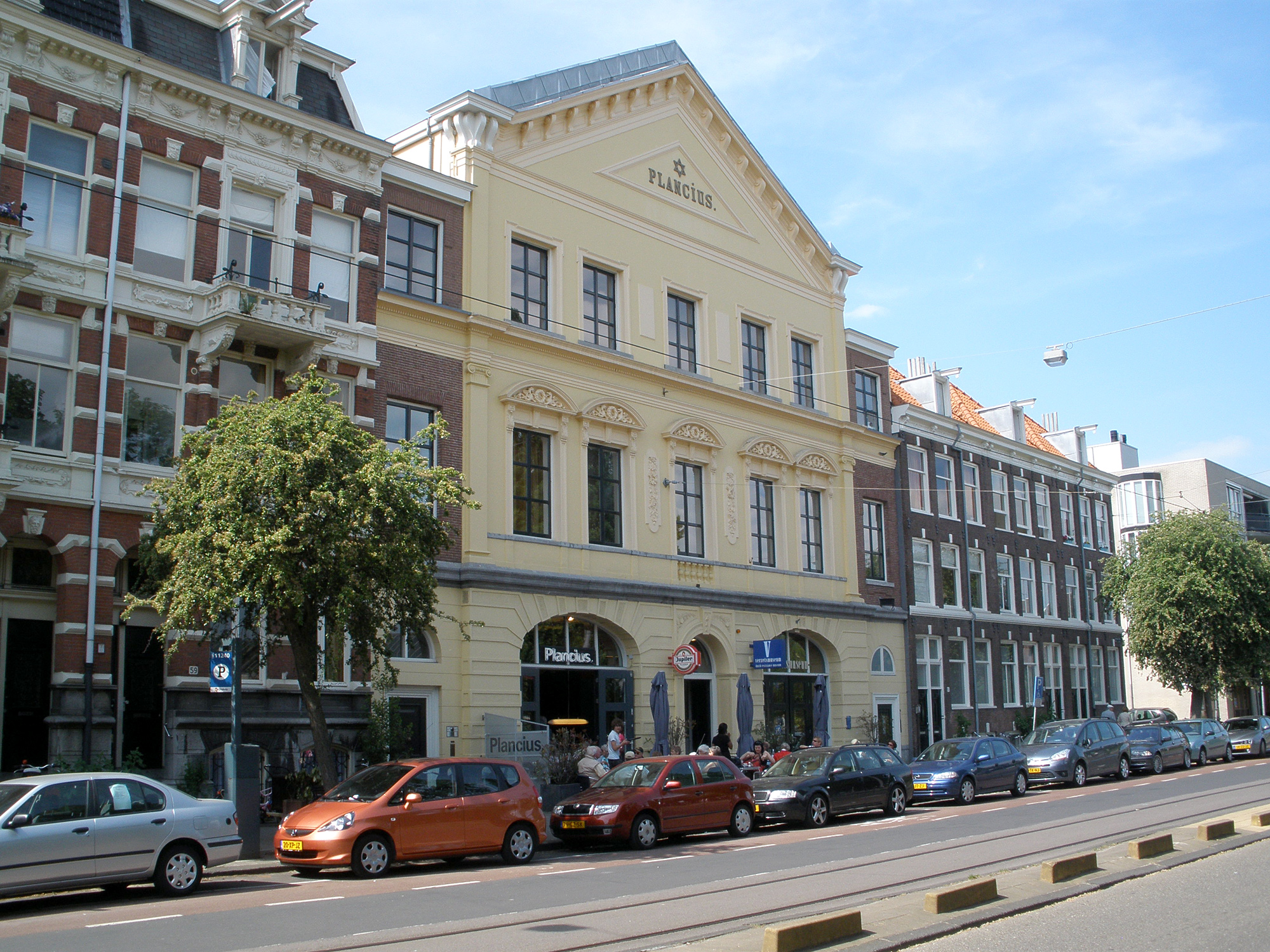
Verzetsmuseum

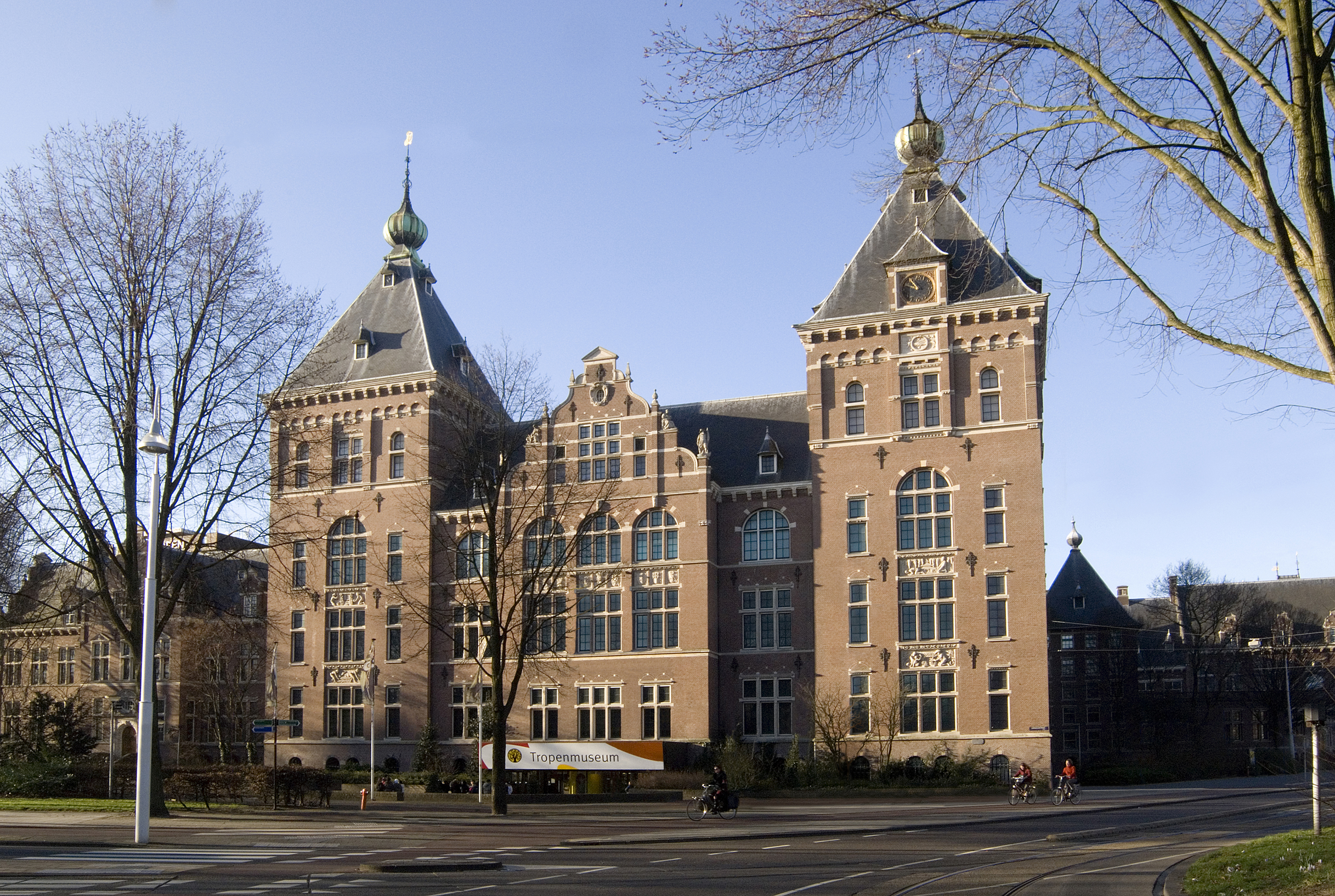
Wereldmuseum Amsterdam

Hieronder een overzicht van musea in Amsterdam:
- Allard Pierson Museum, archeologisch museum van de UvA
- Amsterdam Dungeon
- Amsterdam Tulip Museum, Tulpenmuseum
- Amsterdam Museum, voorheen Amsterdams Historisch Museum genaamd
- Anne Frank Huis
- ARCAM, Architectuur Centrum Amsterdam
- Beurs van Berlage
- Bijbels Museum, in de Cromhouthuizen
- Bijzondere Collecties van de Universiteit van Amsterdam
- Diamantmuseum
- Filmmuseum, tegenwoordig Eye Film Instituut Nederland
- FOAM, Fotografiemuseum Amsterdam
- Het Grachtenhuis
- Hash Marihuana & Hemp Museum
- Heineken Experience
- Hermitage Amsterdam
- Hollandsche Schouwburg
- Werf 't Kromhout
- Huis Marseille, museum voor fotografie
- Joods Historisch Museum
- KattenKabinet
- Max Euwe Centrum, schaakmuseum
- Molen van Sloten en Kuiperijmuseum
- Museum De Noord
- Museum Geelvinck-Hinlopen Huis
- Museum Het Schip
- Museum Van Loon
- Museum Vrolik, in het AMC
- Museum Willet-Holthuysen
- Museumwoning Tuindorp Oostzaan
- Nederlands Scheepvaartmuseum
- Nederlands Uitvaart Museum Tot Zover
- NEMO, science center
- Nieuwe Kerk
- Olympic Experience Amsterdam, sportmuseum
- Ons' Lieve Heer op Solder, ook wel Museum Amstelkring genoemd
- Oude Kerk
- Paleis op de Dam
- Persmuseum, ondergebracht bij het IISG
- Rembrandthuis
- Rijksmuseum Amsterdam
- Sexmuseum de Venustempel
- Stadsarchief Amsterdam
- Stedelijk Museum
- Pijpenkabinet
- Tassenmuseum Hendrikje
- Van Eesterenmuseum
- Van Gogh Museum
- Verzetsmuseum Amsterdam
- Wereldmuseum Amsterdam

Zie ook:
- De categorie Museum in Amsterdam.
- Lijst van musea in Amsterdam

### Concert en theater
- Amsterdams Marionetten Theater
- Bachzaal
- De Balie
- Bellevue
- Beurs van Berlage
- Bimhuis
- Bijlmer Parktheater
- Bitterzoet
- Boom Chicago
- De Brakke Grond
- Koninklijk Theater Carré
- Concertgebouw
- Cosmic
- Theater De Engelenbak
- Felix Meritis
- Frascati
- Heineken Music Hall
- Hetveem Theater
- Holland Casino
- De Kleine Komedie
- Mezrab
- M-Lab
- De Meervaart
- De Melkweg
- Muiderpoorttheater
- Muziekgebouw aan 't IJ
- Muziektheater (in de "Stopera")
- Nieuwe de la Mar Theater
- Ostadetheater
- Paradiso
- Pepsi Stage
- Plein Theater
- Podium Mozaïek
- Polanentheater
- RAI Theater
- Rozentheater
- Theater De Ruimte
- Shaffy theater
- Splendor
- Stadsschouwburg
- Teatro Munganga
- Theater Fabriek Amsterdam
- Tropentheater
- Het Werkteater
- Zaal 100

Zie ook:

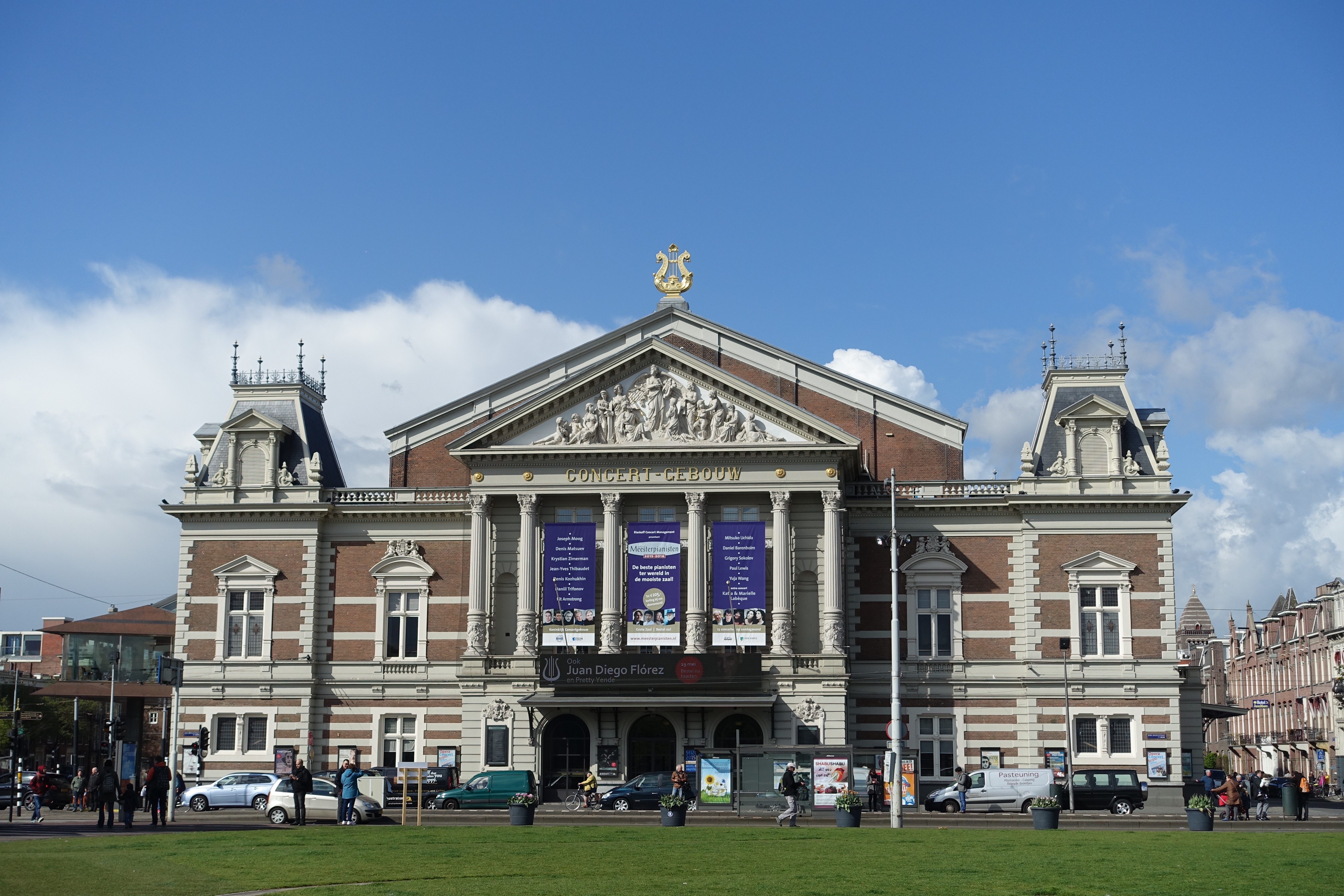
Concertgebouw

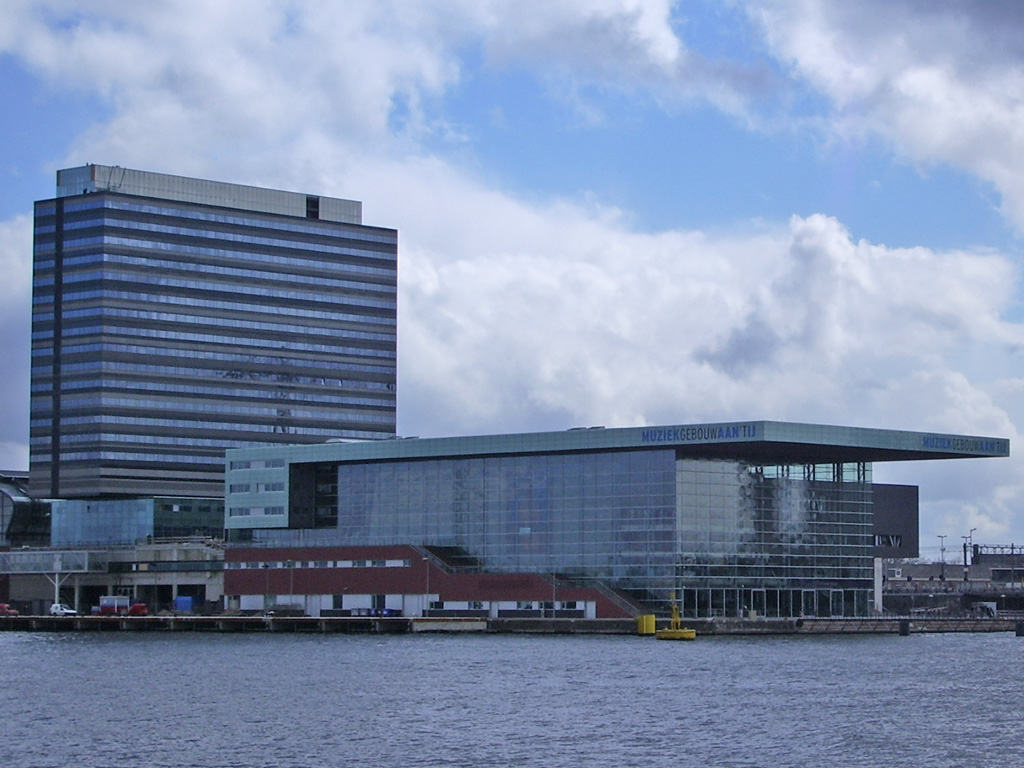
Muziekgebouw aan 't IJ

- De categorie Theater in Amsterdam.
- Lijst van theaters in Amsterdam

### Filmtheaters
- De Balie
- Cavia[1]
- Cinecenter[2]
- Eye Film Instituut Nederland
- Het Ketelhuis
- Kriterion
- Cinema LAB111
- Melkweg
- The Movies
- Pathé Arena
- Pathé City
- Pathé de Munt
- Pathé Tuschinski
- Rialto
- Studio/K
- Tropentheater
- De Uitkijk

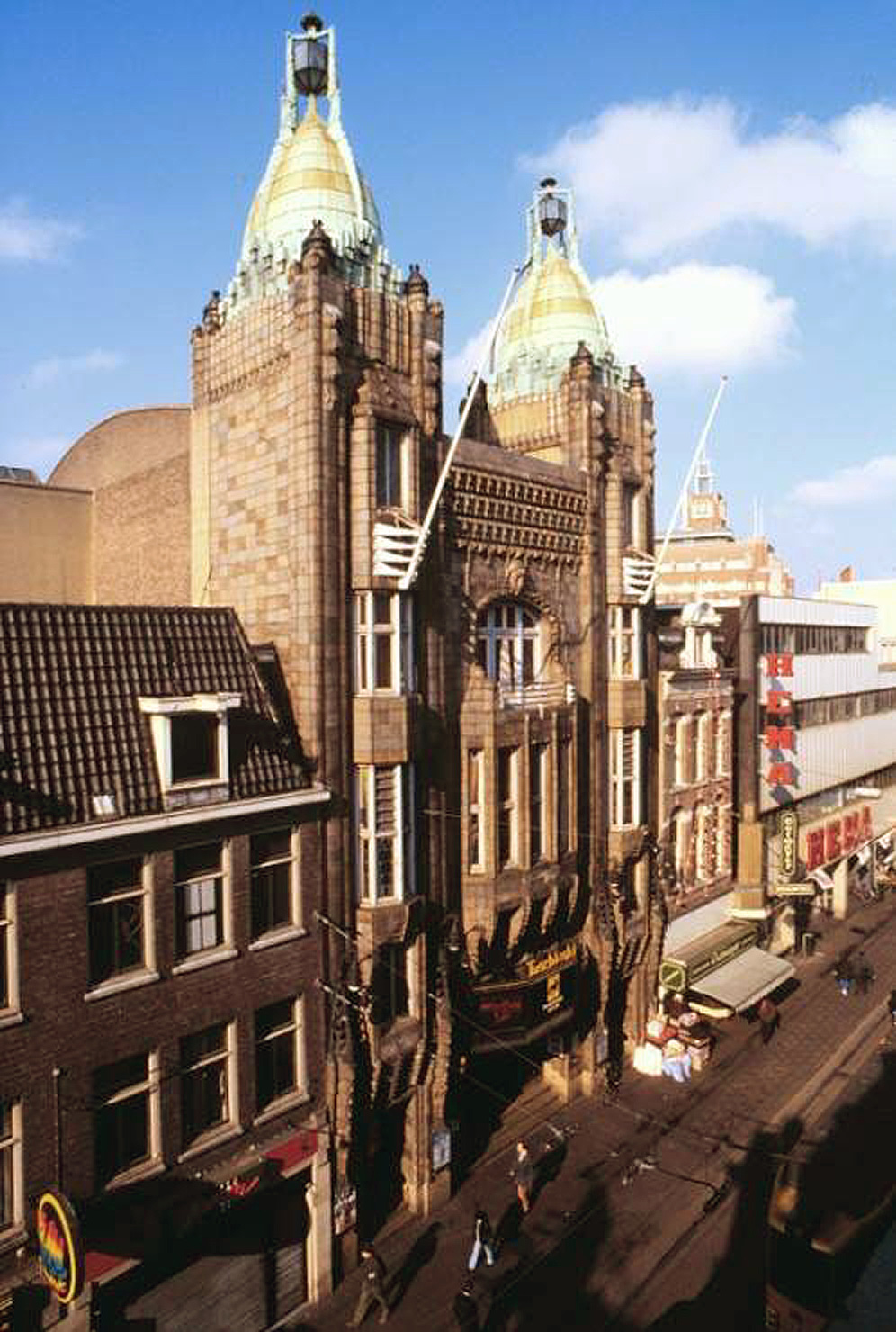
Tuschinski Theater

Deze filmhuizen, met uitzondering van de Pathé-bioscopen, zijn verenigd in Cineville (een filmabonnement en een website).
Zie ook de categorie Bioscoop in Amsterdam.

### Begraafplaatsen
- Begraafplaats Buitenveldert
- Huis te Vraag
- De Nieuwe Ooster
- De Nieuwe Noorder
- Sint-Pancratiuskerk (Sloten)
- Petruskerk (Sloterdijk)
- Begraafplaats Sint Barbara
- Sloterkerk (Sloten)
- Begraafplaats Vredenhof
- Westgaarde
- Zorgvlied

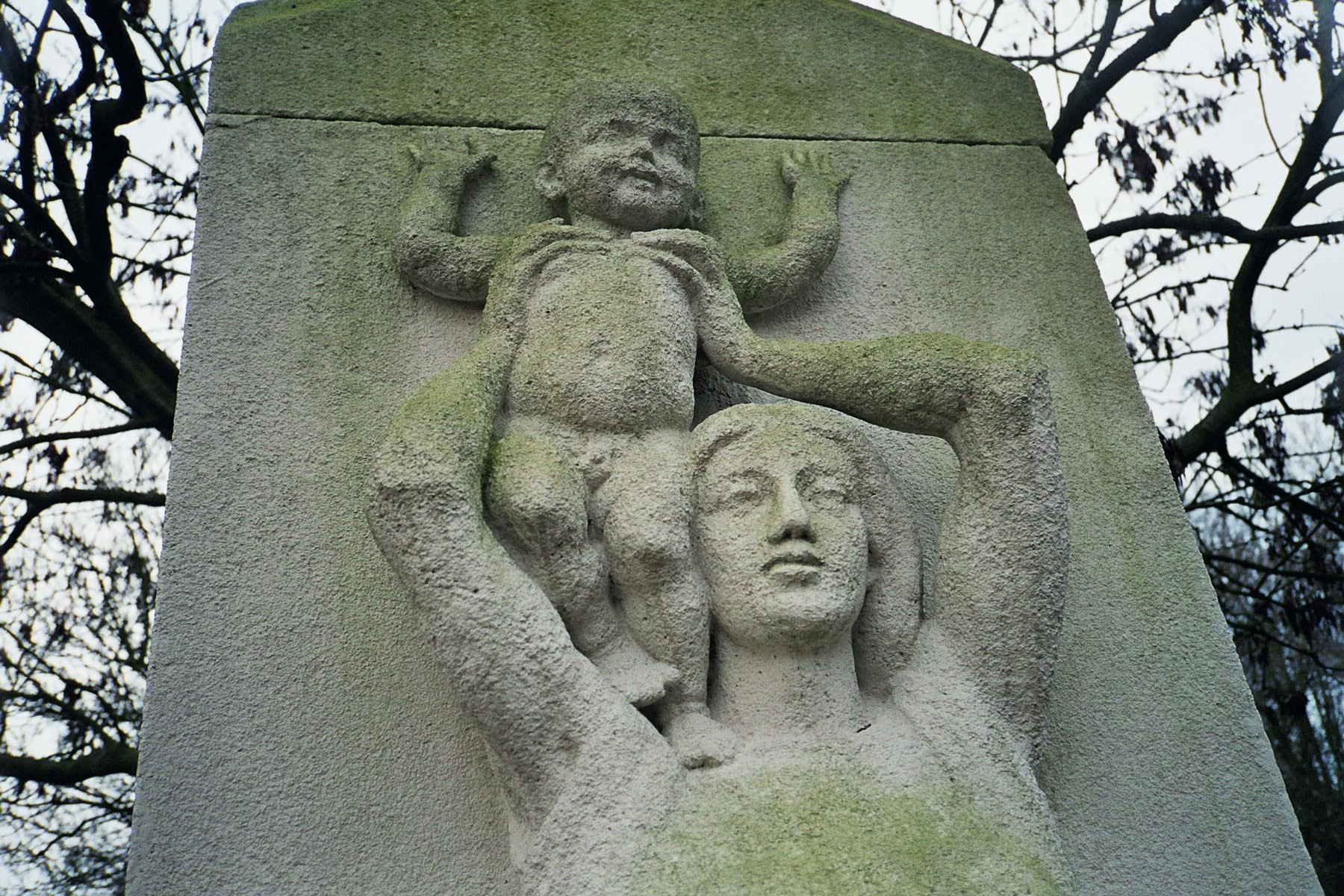
Zorgvlied: Moedermonument

Zie ook de categorie Begraafplaats in Amsterdam.

### Parken en recreatiegebieden

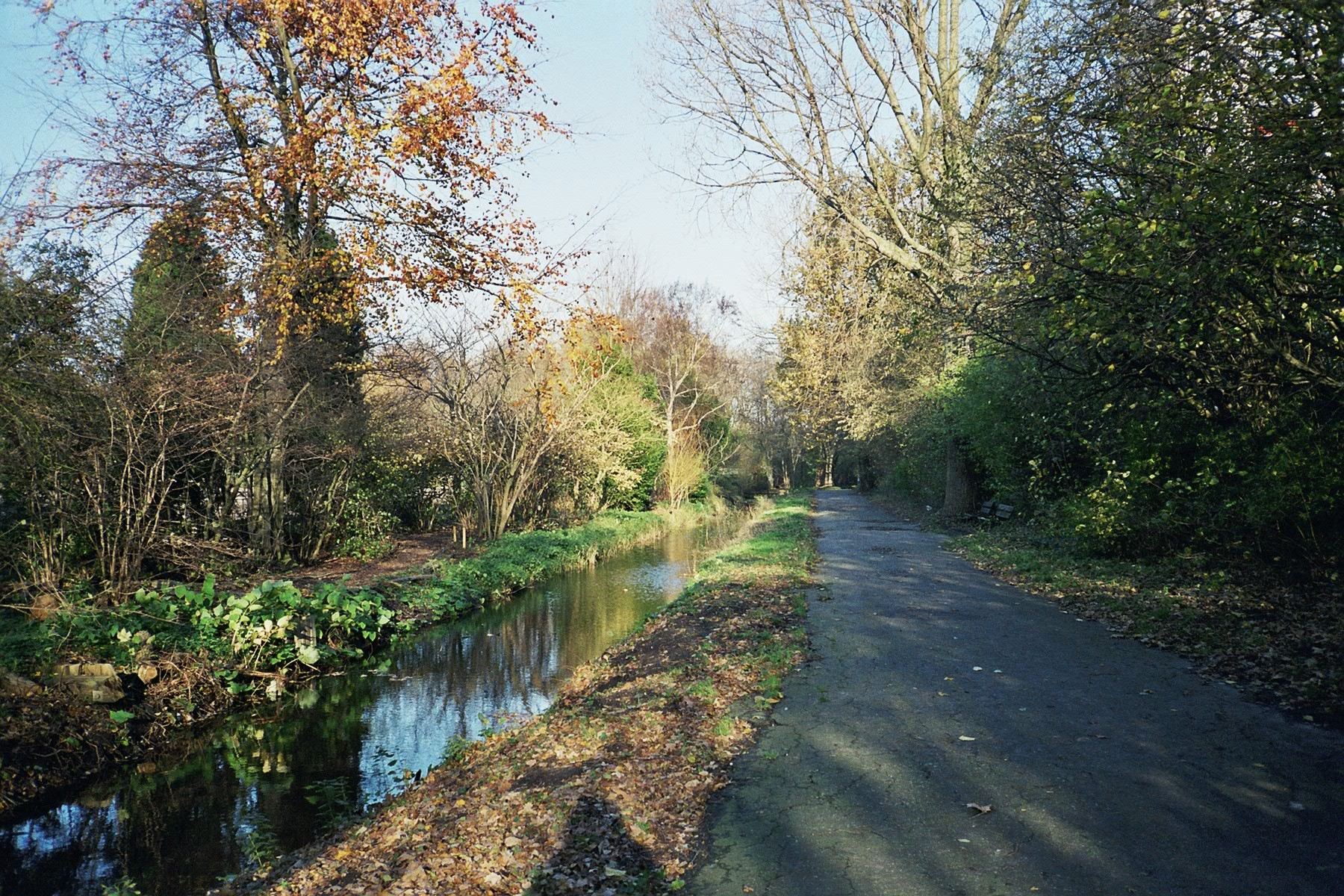
Baanakkerspark

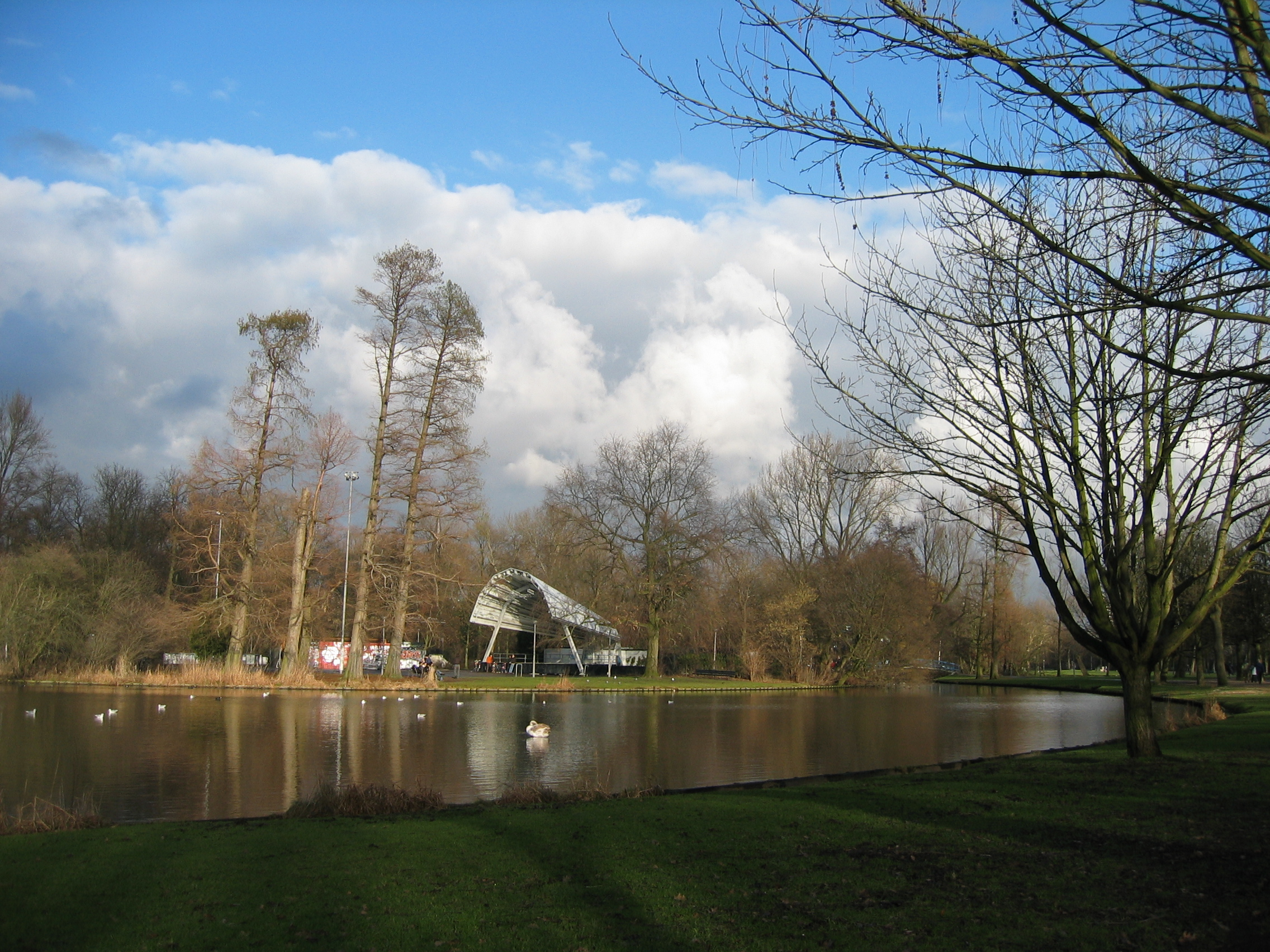
Vondelpark

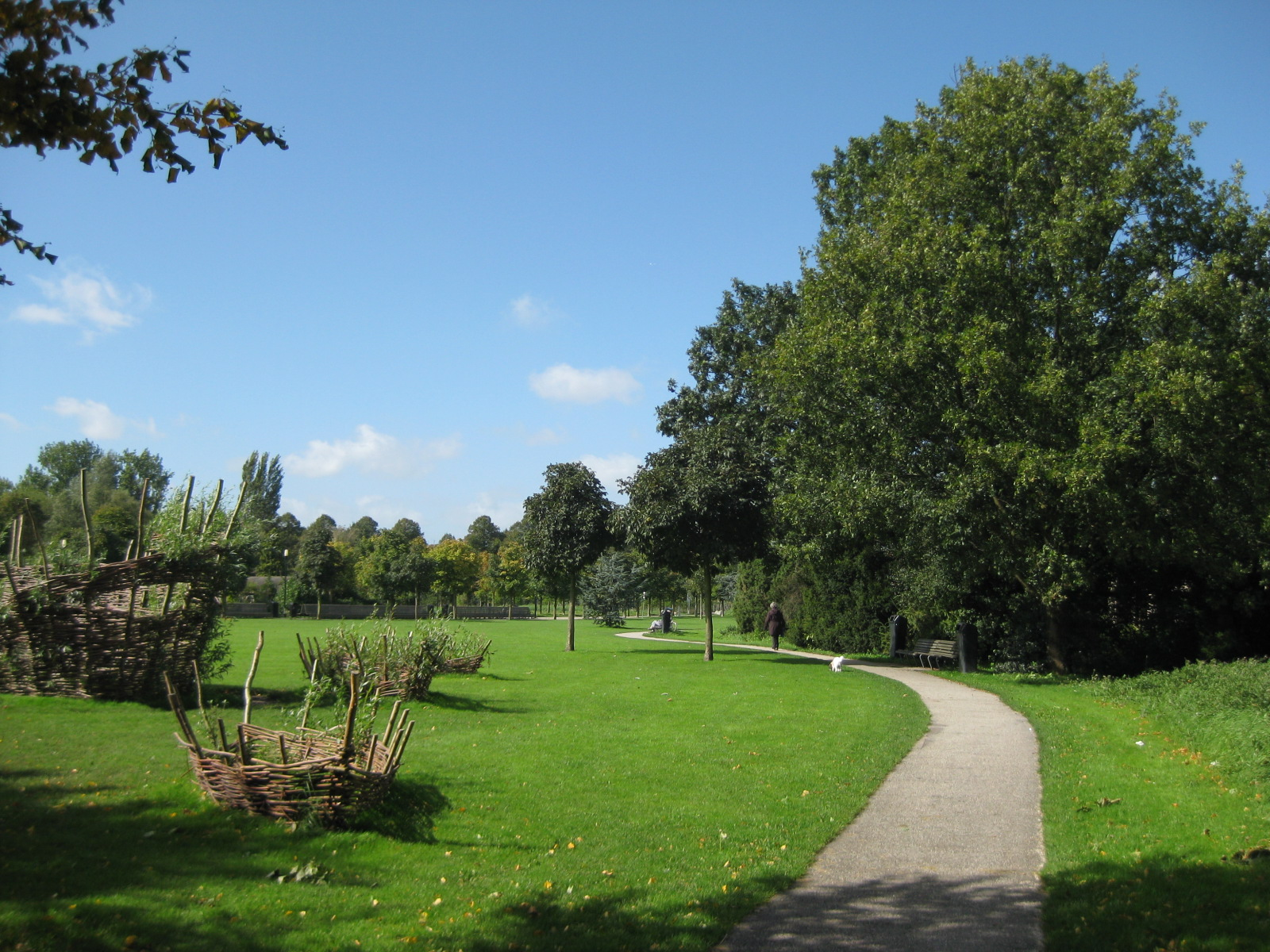
Park Frankendael

- Amstelpark
- Amsterdamse Bos met Bosbaan
- Baanakkerspark
- Beatrixpark
- Bijlmerpark
- Bijlmerweide
- Bilderdijkpark
- Diemerpark en Diemerzeedijk
- Erasmuspark
- Eendrachtspark
- Flevopark
- Florapark
- Gaasperplas en Gaasperpark
- Gaasperzoom
- Gerbrandypark
- Geuzenbos
- Gijsbrecht van Amstelpark
- Kasterleepark
- Lange Bretten
- Martin Luther Kingpark
- Natuurpark Vrije Geer
- Nieuwe Meer en Oeverlanden
- Noorderpark
- De Oeverlanden
- Oosterpark
- Oostenburgerpark
- Park Frankendael
- Piet Wiedijkpark
- Recreatiegebied de Hoge Dijk
- Rembrandtpark
- Sarphatipark
- Schellingwouderpark
- Siegerpark
- Sloterplas en Sloterpark
- Tuinen van West
- Vliegenbos
- Volewijkspark
- Vondelpark
- Wertheimpark
- Westerpark

Zie ook:
- De categorie Park in Amsterdam.
- Lijst van parken in Amsterdam

### Markten
- Albert Cuypmarkt (De Pijp)
- Amstelveld
- Belgiëplein

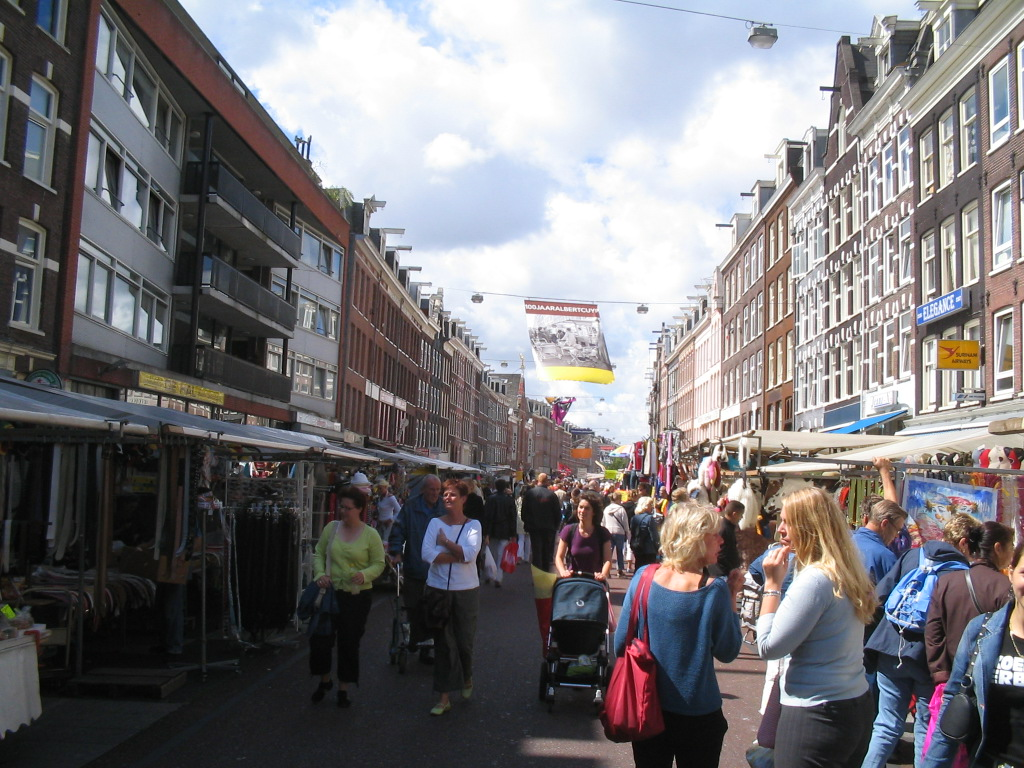
Albert Cuypmarkt

- Bos en Lommermarkt (Amsterdam-West)
- Buikslotermeerplein (Amsterdam-Noord)
- Dappermarkt (Amsterdam-Oost)
- Amsterdamse Poort (Bijlmer)
- Ganzenpoort (Bijlmer)
- Haarlemmerplein (biologische markt)
- Kraaiennest (Bijlmer)
- Lambertus Zijlpleinmarkt (Geuzenveld)
- Lindengracht (Jordaan)
- Mosveld (Amsterdam-Noord)
- Nieuwezijds Voorburgwal (postzegels en munten)
- Nieuwmarkt (bio. markt)
- Nieuwmarkt (dagmarkt)
- Nieuwmarkt (seizoen)
- Noordermarkt (boerenmarkt)
- Noordermarkt (dagmarkt)
- Noordermarkt (vog.markt)
- Oudemanhuispoort
- Plein '40-'45 (Slotermeer)
- Reigersbos (Zuidoost)
- Sierplein (Slotervaart)
- Bloemenmarkt (Singel)
- Spui (boeken)
- Spui (kunstmarkt)
- Stadionplein (Amsterdam-Zuid)
- Sumatrastraat (Indische Buurt)
- Ten Katemarkt (Kinkerbuurt)
- Tussen Meer (Amsterdam Nieuw-West)
- Uitmarkt (vierde weekend augustus)
- Vespuccimarkt (Amsterdam-West)
- Waterloopleinmarkt

Zie ook:
- De categorie Markt in Amsterdam.
- Lijst van markten in Amsterdam

### Stadions
- Johan Cruijff ArenA
- Frans Otten Stadion
- Nationaal Rugby Centrum Amsterdam
- Olympisch stadion
- Sporthallen Zuid
- Velodrome Amsterdam
- Wagener-stadion

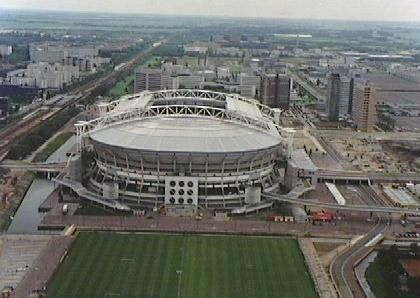
Amsterdam ArenA

Zie ook de categorie sport in Amsterdam.

### Zwembaden

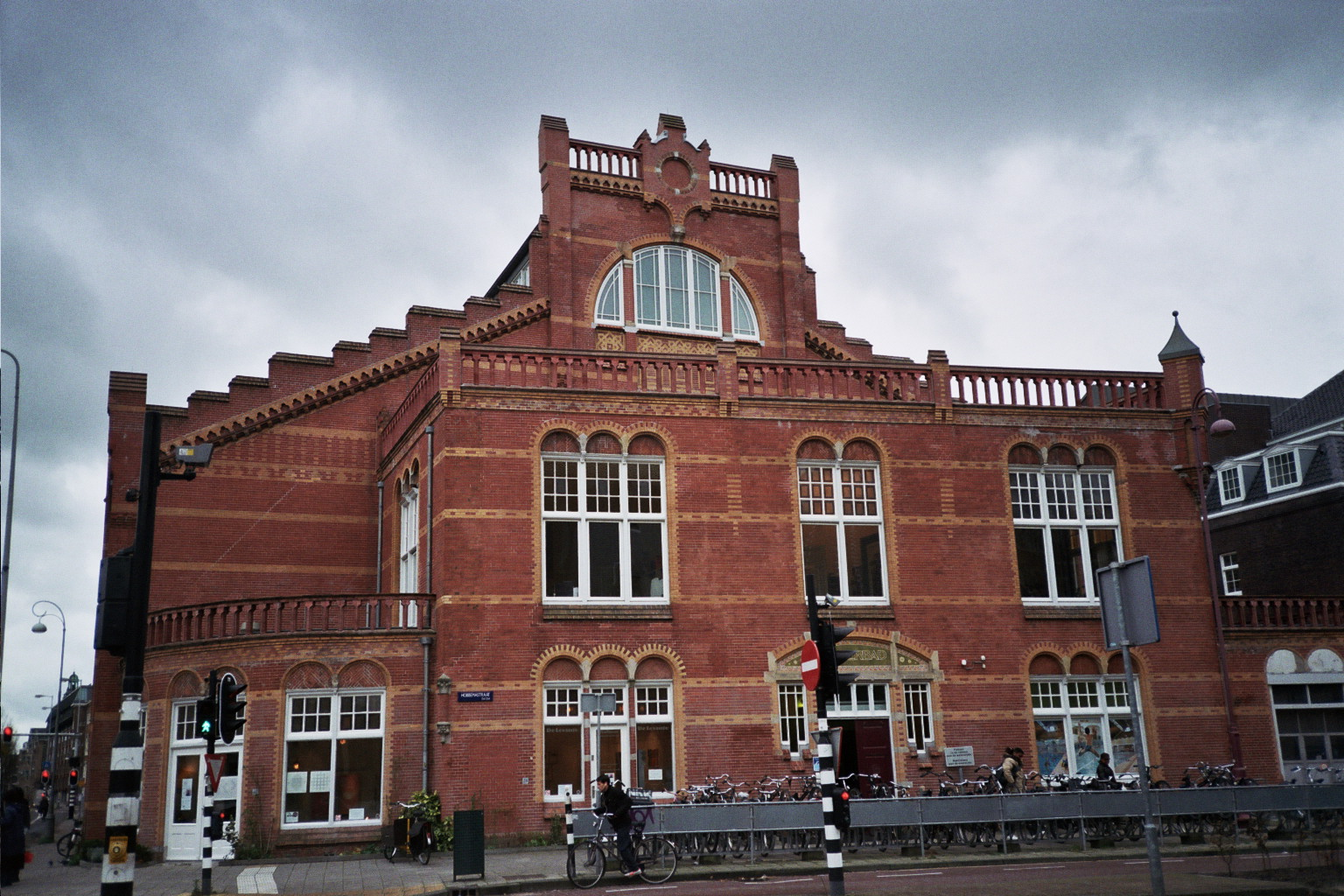
Het Zuiderbad

- Akerbad
- BadBuiten (alleen 's zomers)
- Bijlmerbad
- Brediusbad
- Flevoparkbad
- Floraparkbad
- Heiligewegbad
- Marnixbad
- De Mirandabad
- Noorderparkbad
- Sloterparkbad
- Sportfondsenbad Oost
- Sportplaza Mercator
- Zuiderbad

## Evenementen

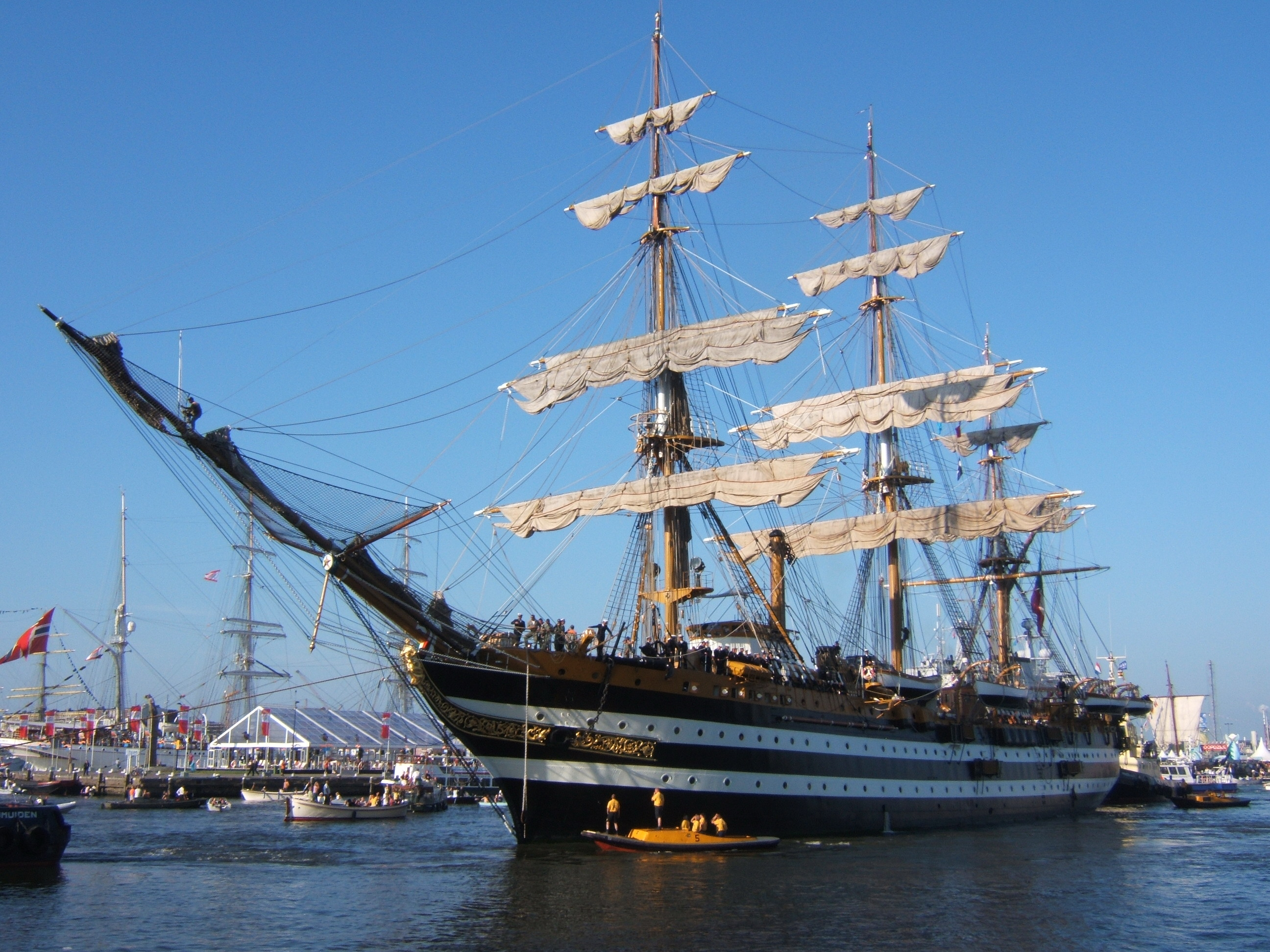
Amerigo Vespucci tijdens Sail Amsterdam 2005

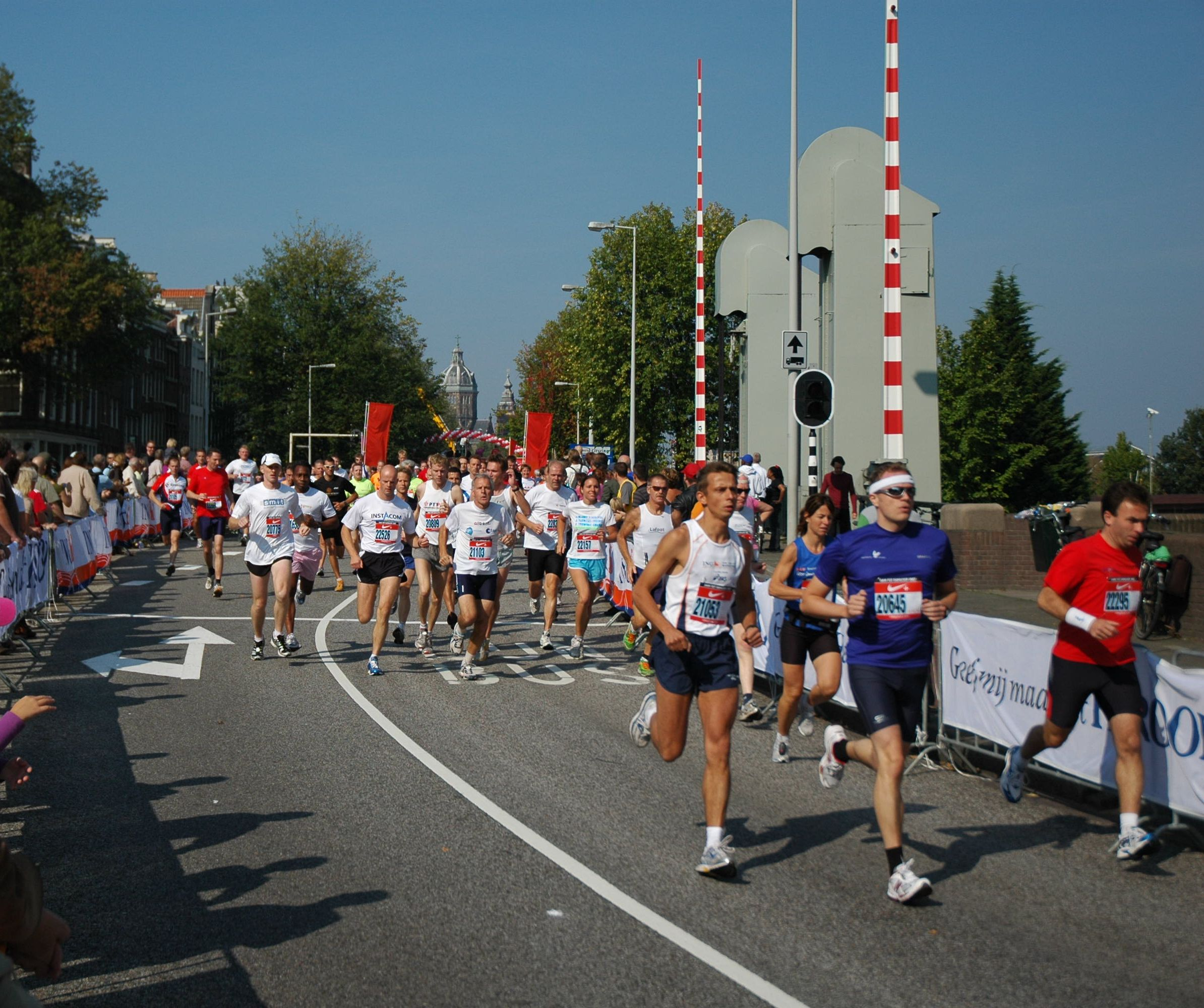
Dam tot Damloop op de Prins Hendrikkade

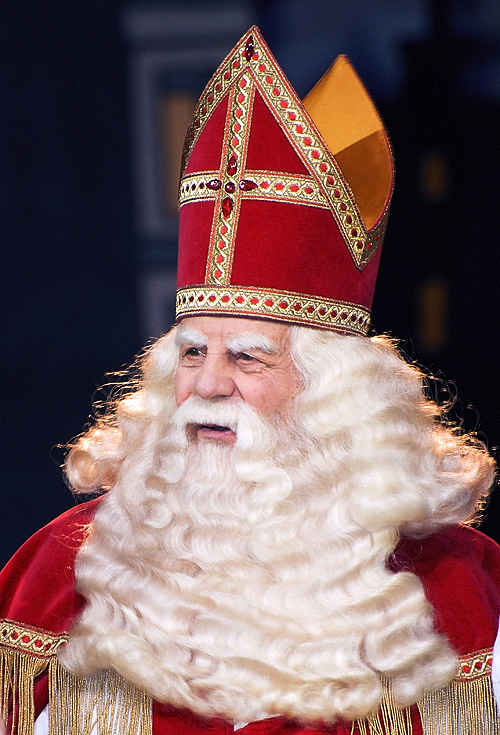
Intocht van Sinterklaas

- 25 februari – Herdenking Februaristaking bij De Dokwerker op het Jonas Daniël Meijerplein
- maart – Roei-races op de Amstel: Heineken Roeivierkamp en Head of the River Amstel
- maart – Open Toren Dag. Oude en hedendaagse torens die normaal niet open zijn voor het publiek, zijn te bezoeken, laatste zaterdag van maart
- 27 april – Koningsdag (sinds 2014). Grote vrijmarkt, waar veel mensen uit binnen- en buitenland op af komen en kermis op de Dam
- 30 april – Koninginnedag (tot 2013). Grote vrijmarkt, waar veel mensen uit binnen- en buitenland op af komen en kermis op de Dam
- 4 mei – Nationale Dodenherdenking. Met Kranslegging op het Nationaal Monument op de Dam
- 5 mei – Bevrijdingsfestival
- juni – Holland Festival, Cultuur met een grote 'C' in onder andere het Muziektheater en de Stadsschouwburg
- juni – Amsterdam Roots Festival voor wereldmuziek en wereldcultuur
- juli – Julidans, in diverse theaters bij het Leidseplein
- juli – Over het IJ Festival, twee weken theaterfestival op de oude NDSM-scheepswerf
- juli-augustus – Kwaku Summer Festival, zes weekeinden tijdens de zomervakantie in het Bijlmerpark
- augustus – Amsterdam Gay Pride met Canal Parade, eerste weekend van augustus
- augustus – De Parade en "Waterval", theaterfestival
- augustus – Sail Amsterdam (iedere vijf jaar, sinds 1975. Volgende gepland in 2020)
- augustus – Grachtenfestival, met Prinsengrachtconcert, derde weekend van augustus
- augustus – Hartjesdag, derde weekend van augustus
- augustus – Uitmarkt, laatste weekend van augustus
- september – Open Monumentendagen, tweede weekend van september
- september – Jordaan Festival, Amsterdamse smartlappen op de Elandsgracht, derde weekend van september
- september – Autovrije Dag, derde zondag van september (wordt vanaf 2010 niet meer gehouden)
- september – Dam tot Damloop, hardloopwedstrijd Amsterdam – Zaandam, derde of vierde zondag van september
- oktober – Marathon van Amsterdam, derde zondag van oktober
- oktober – Het Bokbier Festival in de Beurs van Berlage
- oktober – Grachtenrace – Sloeproeiwedstrijd door de grachten
- 27 oktober – 'Verjaardag van Amsterdam'
- november – Amsterdam Museumnacht, eerste zaterdag van november
- november – International Documentary Filmfestival Amsterdam (IDFA)
- november – Intocht van Sinterklaas, derde zondag van november
- december – Amsterdam Light Festival, verlichte objecten langs de grachten.

#### 2013 was een druk evenementenjaar
- Heropening Rijksmuseum; 400 jaar Grachtengordel; 175 jaar Artis; 150 jaar Afschaffing slavernij; 125 jaar Concertgebouw en Koninklijk Concertgebouworkest; Koninginnedag 2013 zal in Amsterdam in het teken staan van de troonsafstand van koningin Beatrix met de inhuldiging van koning Willem-Alexander in de Nieuwe Kerk.

Zie ook de categorie evenement in Amsterdam.

## Openbaar vervoer

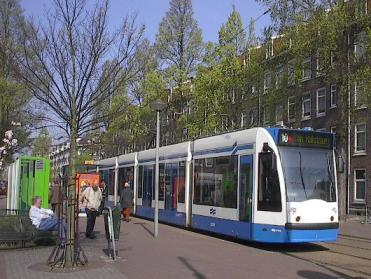
Amsterdamse tram

- Lijst van stadslijnen in Amsterdam
- Lijst van metrostations in Amsterdam
- Lijst van verbindingen tussen Amsterdam en Haarlem

## Onderwijs

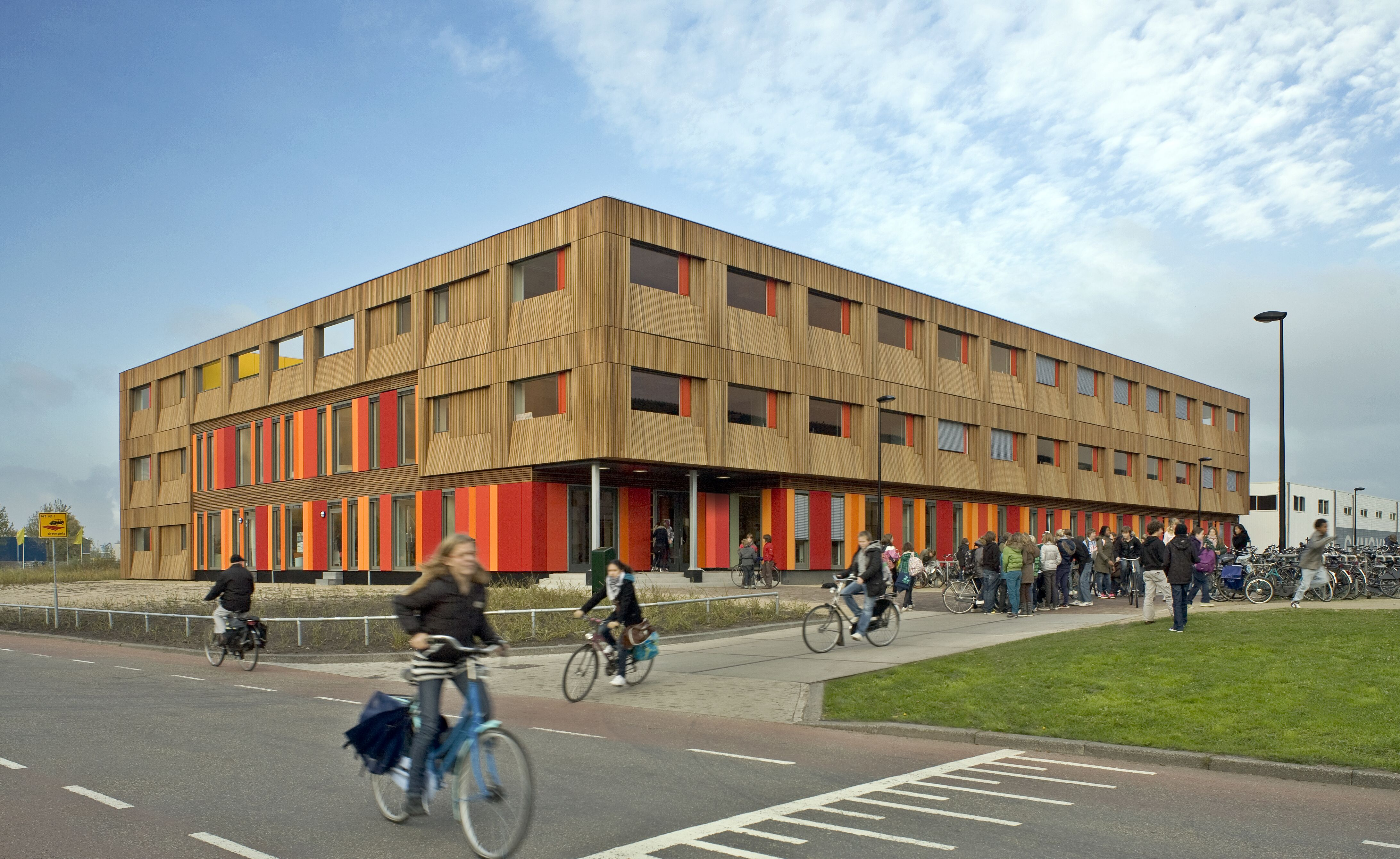
het 4e Gymnasium in Amsterdam-West

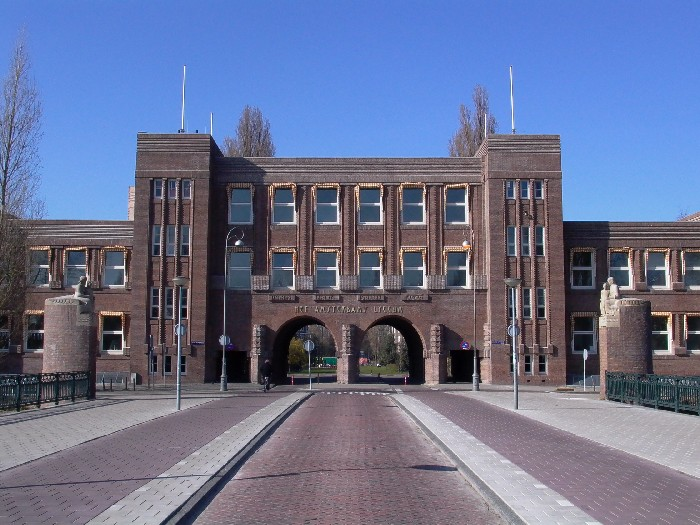
Het Amsterdams Lyceum in Amsterdam-Zuid

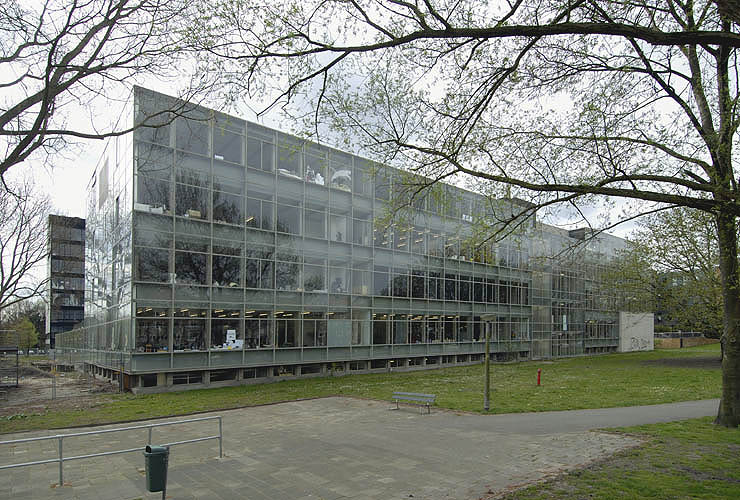
De Gerrit Rietveld Academie in Amsterdam-Zuid

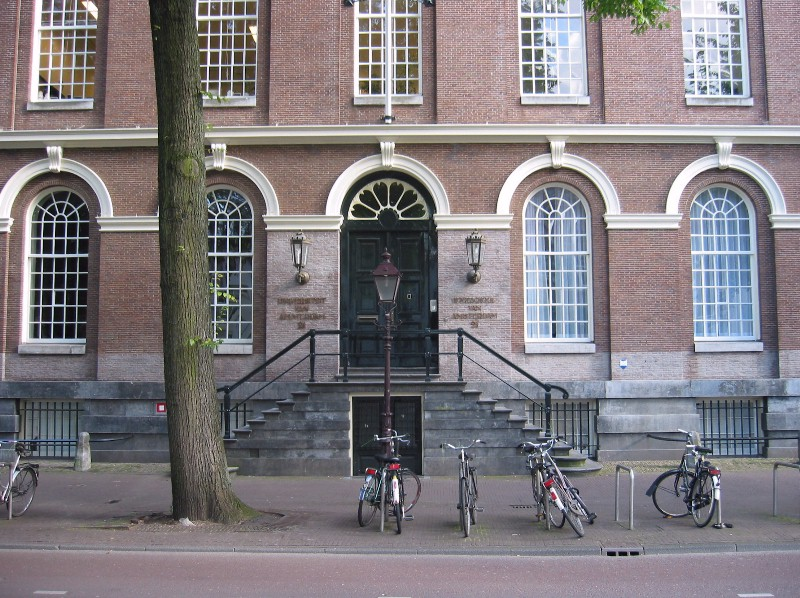
Het Maagdenhuis van de UvA

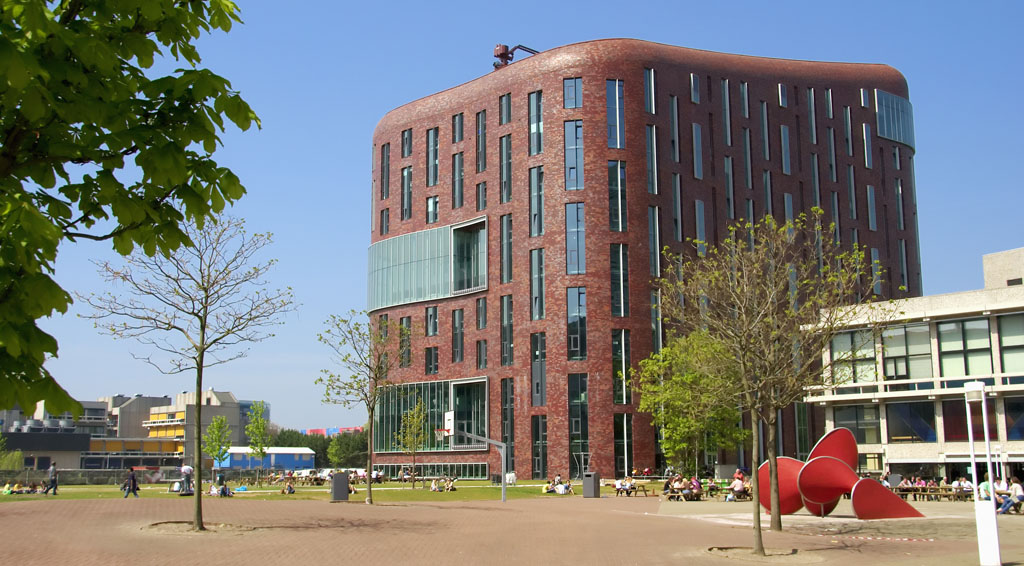
Vrije Universiteit

### Scholen voor voortgezet onderwijs
- 4e Gymnasium
- Altra College
- Amstellyceum
- Amsterdam International Community School
- Amsterdams Lyceum
- De Amsterdamse School
- De Apollo
- De Atlant
- Augustinus College Amsterdam
- Barlaeus Gymnasium
- De Berkhoff
- Berlage Lyceum
- Bredero Beroepscollege
- Bredero Mavo
- Calandlyceum
- Calvijn met Junior College
- Cartesius Lyceum
- Cheider
- Christelijke Scholengemeenschap Buitenveldert
- Clusius College Amsterdam
- College De Meer
- Comenius Lyceum Amsterdam
- Cosmicus Montessori Lyceum
- Cygnus Gymnasium
- Damstede
- De Dreef
- Fons Vitae Lyceum
- Geert Groote College Amsterdam
- Gerrit van der Veen College
- Hervormd Lyceum West
- Hervormd Lyceum Zuid
- Hubertus Vakschool
- Huygens College
- Iedersland College
- Sint Ignatiusgymnasium
- IJburg College
- Islamitisch College Amsterdam
- IVKO
- Kolom Praktijkcollege Noord
- Luzac Onderwijs Amsterdam
- Joodse Scholengemeenschap Maimonides
- Marcanti College
- Mediacollege Amsterdam
- Meridiaan College
- Montessori College Oost
- Montessori Lyceum Amsterdam
- Sint-Nicolaas Lyceum
- De Nieuwe School
- NOVA College Amsterdam
- Open Schoolgemeenschap Bijlmer
- Over-Y College
- De Passie Amsterdam
- Pieter Nieuwland College
- Het Plein
- Praktijkonderwijs LUCA
- Scholengemeenschap Reigersbos
- ROC ASA
- ROC van Amsterdam
- Rosa Beroepscollege
- Spinozalyceum
- Stelle College
- Sweelinck College
- Technisch College Amsterdam
- Tobiasschool
- Vossius Gymnasium
- Waterlant Beroepsopleidingen IJdoorn
- Wellantcollege Linnaeus
- Wellantcollege VMBO Sloten
- Westburg College
- Winford Amsterdam
- De Wissel
- Zuiderlicht College

### Hogescholen
- Gerrit Rietveld Academie
- Hogeschool van Amsterdam
- Rijksakademie van beeldende kunsten
- Amsterdamse Hogeschool voor de Kunsten

### Universiteiten
- Universiteit van Amsterdam
- Vrije Universiteit

### Overige
- Centrum Wiskunde & Informatica
- Koninklijke Nederlandse Akademie van Wetenschappen

## Gezondheidszorg

### Ziekenhuizen

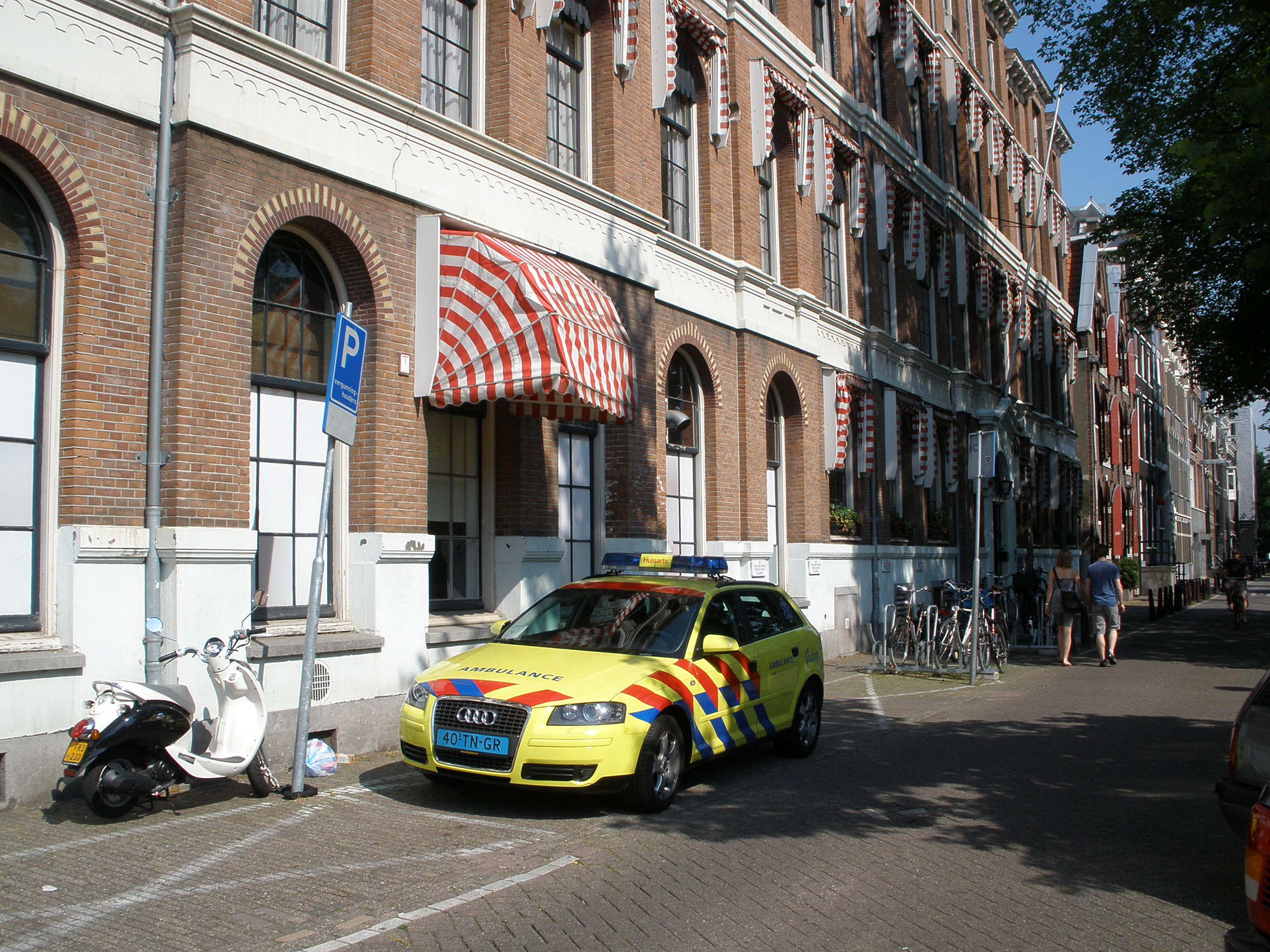
Het voormalige Prinsengrachtziekenhuis

- Academisch Medisch Centrum (Zuidoost)
- Antoni van Leeuwenhoek (oncologie)
- BovenIJ Ziekenhuis (Noord)
- Onze Lieve Vrouwe Gasthuis, locaties in Oost en Nieuw-West
- VU medisch centrum (Buitenveldert)

## Personen
- Lijst van bekende Amsterdammers
- Lijst van burgemeesters van Amsterdam
- Lijst van Amsterdamse hoofdcommissarissen
- Lijst van rectores magnifici van de Vrije Universiteit Amsterdam

## Stedenbanden
- Algiers (Algerije)
- Kopenhagen (Denemarken)
- Beira (Mozambique)
- Managua (Nicaragua)
- Montreal (Canada)
- New York (Verenigde Staten)
- Los Angeles (Verenigde Staten)
- Nicosia (Cyprus)
- Peking (China)
- Sarajevo (Bosnië en Herzegovina)
- Toronto (Canada)
- Athene (Griekenland)
- Moskou (Rusland)
- Kiev (Oekraïne)
- Istanboel (Turkije)
- Parijs (Frankrijk)
- Cannes (Frankrijk)

## Amsterdam in films
- Amsterdamned is de titel van een film van Dick Maas uit 1988 die zich in Amsterdam afspeelt. Daarnaast hebben zich enkele Hollywoodfilms in Amsterdam afgespeeld, waaronder de James Bondfilm Diamonds Are Forever, The Diary of Anne Frank, Do not Disturb en Ocean's Twelve, en de stad diende als decor in de film The Great Dictator van Charlie Chaplin. Enkele Europese films zoals Barocco en Les Plus Belles Escroqueries du monde van Roman Polański zijn ook in Amsterdam opgenomen.
- De stad wordt genoemd in de film Pulp Fiction (1994) van Quentin Tarantino als plaats waar John Travolta's personage Vincent Vega heen geweest is. Zijn dialoog met Samuel L. Jacksons personage Jules over het verloop van zijn reis is bekend als de hamburgerdialoog.
- Het boek Murder in Amsterdam van Ian Buruma speelt zich deels af in Amsterdam.
- John Irving schreef in 1998 A Widow for One Year. Het verhaal speelt zich gedeeltelijk af op de Amsterdamse Wallen. Het boek werd in 2004 verfilmd onder de titel The Door in the Floor.

## Trivia
- De stad New York heette tot 1665 Nieuw Amsterdam.
- John Lennon en Yoko Ono brachten in 1969 hun befaamde Bed-in voor de wereldvrede door in het Amsterdamse Hilton Hotel. Ze vernoemen de stad en het hotel in het Beatlesnummer The Ballad of John and Yoko. Het dak van het hotel staat nationaal ook bekend als de plek vanwaar zanger en kunstenaar Herman Brood op 11 juli 2001 de dood tegemoet is gesprongen.
- Amsterdam is een beroemd chanson van Jacques Brel, dat later weer is gecoverd door De Dijk en nog later door Acda en De Munnik. Het is ook een beroemd kleinkunstlied van Kris De Bruyne.

## Voetnoten
1. ↑  Cavia is gevestigd aan de Van Hallstraat.
2. ↑  Cinecenter is gevestigd aan de Lijnbaansgracht, tegenover De Melkweg.

 Abberdaan · Admiralenbuurt · Amstel III · Amsteldorp · Amstelkwartier · Andreas Ensemble · Apollobuurt · ArenAPoort · Bajeskwartier · Banne Buiksloot · Bedrijventerrein Sloterdijk · Bellamybuurt · Betondorp · Bijlmer · Binnenstad · Bloemenbuurt · Borgerbuurt · Borneo · Bos en Lommer · Buiksloot · Buiksloterham · Buikslotermeer · Buiteneiland · Buitenveldert · Bullewijk · Burgwallen Oude Zijde · Burgwallen Nieuwe Zijde · Centrum Amsterdam Noord · Centrumeiland · Chassébuurt · Chinatown · Cremerbuurt (Amsterdam) · Cruquius · Czaar Peterbuurt · Da Costabuurt · Dapperbuurt · De Aker · De Baarsjes · De Bongerd · De Eendracht · De Heining · De Krommert · De 9 Straatjes · De Omval · De Pijp · Diamantbuurt · Driemond · Disteldorp · Dubbele Buurt · Duivelseiland · Duvelshoek · Elzenhagen · Erasmusparkbuurt · Floradorp · Frederik Hendrikbuurt · Funenpark · Gaasperdam · Gein · Geuzenveld · Gibraltarbuurt · Gouden Reael · Gulden Winckelbuurt · Grachtengordel · Haarlemmerbuurt · Hallenkwartier · Haven-Stad · Haveneiland · Havenstraatterrein · Helmersbuurt · Het Funen · Holendrecht · Hoofddorppleinbuurt · Houthaven · IJ-oevers · IJburg · IJdock · IJplein · Indische Buurt · Jan Maijenbuurt · Java-eiland · Jeruzalem · Jeugdland ·Jodenbuurt · Jordaan · Julianapark · Kadijken · Kadoelen · Kattenburg · Kinkerbuurt · KNSM-eiland · Kolenkitbuurt · Kop van Jut · Van der Kunbuurt · Laan van Spartaan · Landlust · Landstrekenbuurt · Lastage · Leidsebuurt · Lutkemeer · Marathonbuurt · Marineterrein · Marken · Marktkwartier · Medisch Centrum Slotervaart · Mercatorbuurt · Middelveldsche Akerpolder · Molenwijk · Museumkwartier · Nellestein · Nieuw Sloten · Amsterdam Nieuw-West · Nieuwe Pijp · Nieuwendam · Nieuwendammerdijk en Buiksloterdijk · Nieuwendammerham · Nieuwezijde · Nieuwmarkt · Noorderhof · Noordoever Sloterplas · Noordse Bos · Olympisch Kwartier · Omval · Ookmeer · Oostelijk Havengebied · Oostelijke Eilanden · Oostelijke Handelskade · Oostenburg · Oosterdokseiland · Oosterparkbuurt · Oostoever Sloterplas · Oostpoort · Oostzanerwerf · Osdorp · Oud Osdorp · Oud-Oost · Oud-West · Oud-Zuid · Oude Pijp · Oudezijde · Overamstel · Overhoeks · Overtoombuurt · Overtoomse Buurt · Overtoomse Veld · Park Haagseweg · Park de Meer · Plan van Gool · Plan West · Plan Zuid · Planciusbuurt · Plantagebuurt · Postjesbuurt · Prinses Irenebuurt · Rapenburg · Reigersbos · Riekerpolder · Rieteilanden · Rietlanden · Rivierenbuurt · Robert Scottbuurt · Roeterseiland · Ruigoord · Schinkel (bedrijventerrein) · Schinkelbuurt · Science Park · Sloten · Sloterdijk · Sloterdijk-Centrum · Slotermeer · Slotervaart · Sluisbuurt · Spaarndammerbuurt · Spieringhorn · Sporenburg · Sportheldenbuurt · Staatsliedenbuurt · Stadionbuurt · Steigereiland · Strandeiland · Teleport · Transvaalbuurt · Trompbuurt · Tuindorp Buiksloot · Tuindorp Buiksloterham · Tuindorp Nieuwendam · Tuindorp Oostzaan · Tuttifruttidorp · Van Tijenbuurt · Uilenburg · Universiteitskwartier · Valkenburg · Van der Kunbuurt · Van der Pekbuurt · Van Lennepbuurt · Venserpolder · Vlooienburg · Vogelbuurt · Vogeldorp · Vogeltjeswei · Volewijck · Vondelparkbuurt · Vrije Geer · Waalseiland · Watergraafsmeer · Waterlandpleinbuurt · Waterwijk · Weesp · Weesperbuurt · Weespertrekvaartbuurt · Weesperzijde · Westelijke Eilanden · Westelijke Tuinsteden · Westerdokseiland · Westerpark · Westpoort · Willemspark · Wittenburg · Zeeburg · Zeeburgereiland · Zeeheldenbuurt · Zuidas · Zuideramstel